# Сърце (роман)
 Тази статия е за романа от Едмондо де Амичис.  За животинския орган вижте Сърце.  
„Сърце“ (на италиански: Cuore) е детски роман, написан от италианския писател Едмондо де Амичис. Издаден е за първи път на 17 октомври 1886 година, първия учебен ден в Италия и бързо добива широка популярност.
Действието в романа се развива по времето на Обединението на Италия (Рисорджименто). Наред със социалните теми като бедността и отношенията между хората, в романа се включват няколко патриотични теми, както и левите убеждения на автора, който по-късно става член на Италианската социалистическа партия. Поради това книгата е преведена и издадена също и в страните от социалистическия лагер.
В началото на 20 век романът е преведен на китайски, а по-късно и на други азиатски езици и там също постига голяма известност. По „Сърце“ са създадени няколко анимационни филмчета в Япония и Тайван.

## Сюжет и герои
Романът е оформен като дневника на дванадесетгодишния Енрико Ботини, ученик в трети клас на начално училище в Италия. Енрико произхожда от заможно семейство, докато повечето от неговите съученици са деца на хора от работническата класа.
Понякога родителите на Енрико, както и други хора от обкръжението му се обръщат към него чрез дневника: учителят му задава домашни, обсъжда постъпките му в училище, разказва му накратко истории за други деца, които да му бъдат за пример; след това тези истории са описани целите, но сякаш написани от Енрико. Повечето записки в дневника касаят моралните ценности: най-често помощта към нуждаещите се, обичта към семейството и приятелите, както и патриотизма.